# William Crawford Williamson
William Crawford Williamson, född 24 november 1816 i Scarborough i Yorkshire, död 23 juni 1895 i Clapham i dåvarande grevskapet London, var en engelsk botaniker, paleontolog och geolog.
Williamson var från 1841 praktiserande läkare i Manchester, även efter att han 1851 blivit professor i naturalhistoria vid dåvarande Owen’s College, sedermera Victoria University. År 1892 bosatte han sig i Clapham nära London.
Redan vid 18 års ålder hade han publicerat några uppsatser av zoologiskt och geologiskt innehåll. De senare rörde sig till en början om juralagren på Yorkshires kust och deras försteningar samt fossila fiskar från karbonsystemet. Snart inriktade han sig dock på mikroskopiska studier, vilka först hade till föremål vissa lågt stående alger, kräftdjurens skal, fjäll och tänder av fiskar, tandstrukturen i allmänhet m.m. Särskilt bör nämnas hans monografi The British Foraminifera (1858). Allra viktigast är dock hans arbeten på det växtpaleontologiska området, av vilka det första utkom 1851 (redan som yngling hade han lämnat bidrag till John Lindleys och William Huttons "Fossil Flora of Great Britain").
Under de följande 20 åren publicerade han, huvudsakligen i vetenskapliga tidskrifter i Manchester, flera uppsatser om karbonväxters inre struktur, varjämte han beskrev de märkliga inflorescenser från Yorkshires juralager, vilka senare efter honom blivit kallade Williamsonia. Åren 1871-93 offentliggjorde han (i "Philosophical Transactions") under den gemensamma titeln On the Organization of the Fossil Plants of the Coal-Measures 19 monografier över karbonväxternas mikroskopiska struktur. Dessa arbeten, ofta polemiskt hållna mot den franska skolans växtpaleontologer, blev särskilt berömda. Samtliga delar är illustrerade av honom själv. Ett annat arbete från denna tid är hans monografi över Stigmaria ficoides (1886).
Williamson blev 1888 ledamot av svenska Vetenskapsakademien. Han tilldelades Royal Medal 1874 och  Wollastonmedaljen 1890. Hans änka utgav hans självbiografi, Reminiscences of a Yorkshire Naturalist (1896).
Auktorsnamnet Will. kan användas för William Crawford Williamson i samband med ett vetenskapligt namn inom botaniken; se Wikipediaartiklar som länkar till auktorsnamnet.